# Mundo de cristal (canción)
«Mundo de cristal» es una canción del Grupo musical Duncan Dhu, incluida en su sexto álbum de estudio Supernova.

## Descripción
Fue el primer sencillo del álbum, al que seguiría La casa azul. Se trata de una de las canciones más populares de la banda, imprescindible en sus conciertos en directo. Alcanzó el número 1 de la célebre lista de la emisora musical española Los 40 Principales el 7 de septiembre de 1991. La canción se ha asociado más al género de rock que al pop.
El tema fue versionado por la banda de rock Pereza e Iván Ferreiro para el álbum Cien gaviotas dónde irán... Un tributo a Duncan Dhu, de 2005.
Incluida además en los recopilatorios Colección 1985-1998 y Teatro Victoria Eugenia (en directo).